# Les Terres-de-Chaux

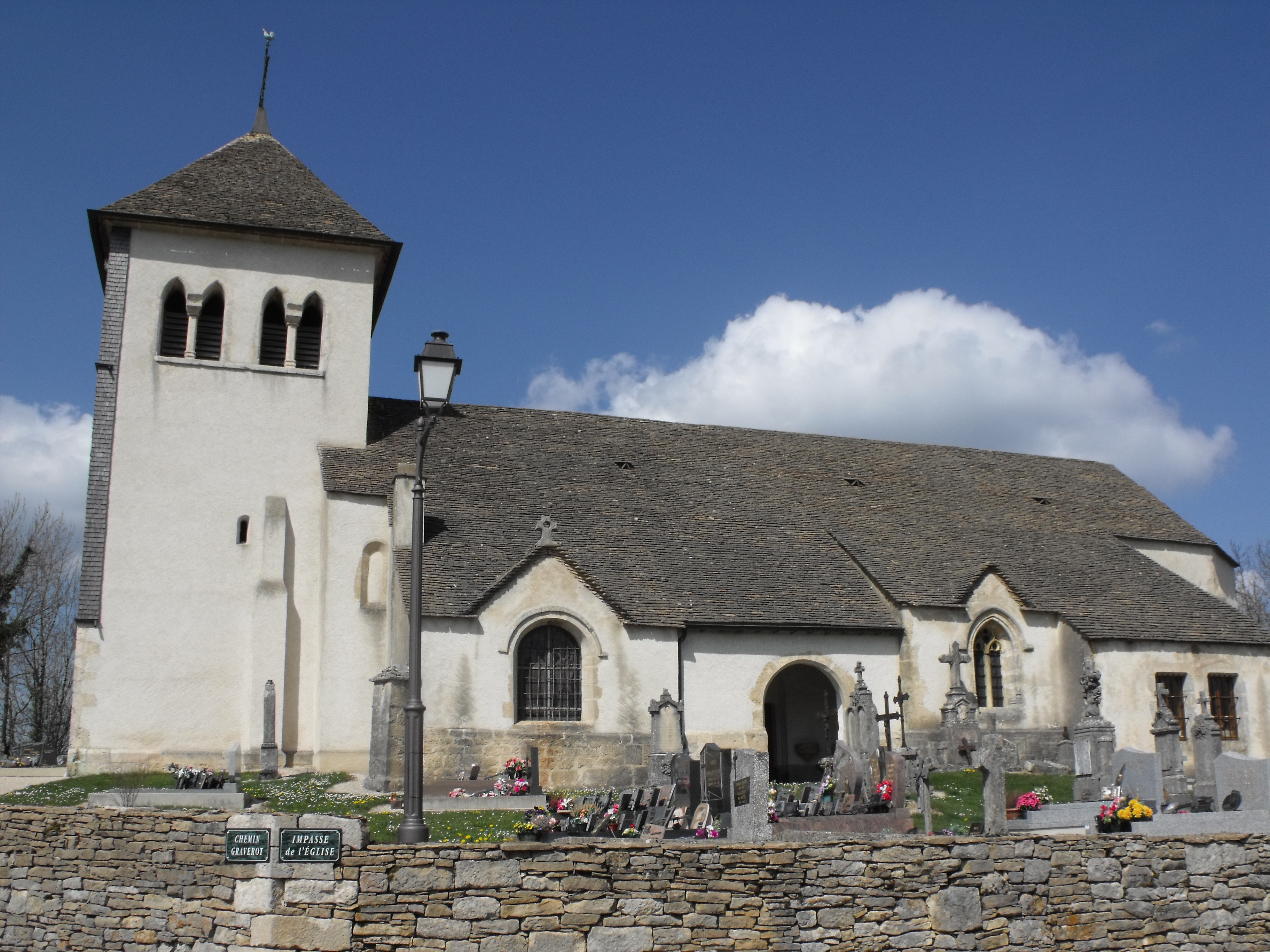
Kerk

Les Terres-de-Chaux is een gemeente in het Franse departement Doubs (regio Bourgogne-Franche-Comté) en telt 116 inwoners (1999). De plaats maakt deel uit van het arrondissement Montbéliard.

## Geografie
De oppervlakte van Les Terres-de-Chaux bedraagt 14,2 km², de bevolkingsdichtheid is 8,2 inwoners per km².
De onderstaande kaart toont de ligging van Les Terres-de-Chaux met de belangrijkste infrastructuur en aangrenzende gemeenten.

## Demografie
Onderstaande figuur toont het verloop van het inwonertal (bron: INSEE-tellingen).

1. ↑  Populations de référence 2022.